# 충무여자중학교
충무여자중학교(忠武女子中學校)는 대한민국 경상남도 통영시 인평동에 있는 공립 중학교이다.

## 학교 연혁
- 1981년 1월 12일 : 충무여자중학교 설립 인가
- 1981년 3월 5일 : 개교(1학년 6학급)
- 2004년 9월 10일 : 디지털전자도서관 구축
- 2011년 3월 1일 : 교과부(문화관광체육부)요청 정책 연구학교 운영
- 2021년 3월 1일 : 2021경상남도교육청 지정 자율학교 운영(2021.03.01.~2024.02.29.)(3년)
- 2023년 2월 10일 : 제40회 졸업식 졸업생 170명(누계 13,652명)
- 2023년 3월 1일 : 제16대 이하영 교장 취임
- 2023년 3월 1일 : 경남형혁신학교 '행복학교' 4년간 재지정운영(2023.03.01.~2027.02.28.)
- 2023년 3월 2일 : 제43회 입학식(180명)

## 참고 자료
- 충무여자중학교 - 한국교육학술정보원 학교알리미